# Venefica
Genre
Venefica est un genre de poissons téléostéens serpentiformes.

## Liste des espèces
- Venefica multiporosa Karrer, 1982
- Venefica ocella Garman, 1899
- Venefica proboscidea (Vaillant, 1888)
- Venefica procera (Goode et Bean, 1883)
- Venefica tentaculata Garman, 1899